# 飾東郡
- 令制国一覧 > 山陽道 > 播磨国 > 飾東郡
- 日本 > 近畿地方 > 兵庫県 > 飾東郡

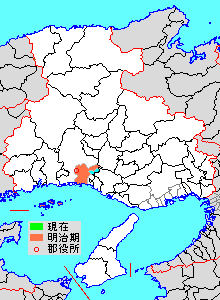
兵庫県飾東郡の位置（水色：後に他郡から編入した区域）

飾東郡（しきとうぐん）はかつて兵庫県（播磨国）にあった郡である。

## 郡域
1879年（明治12年）に行政区画として発足した当時の郡域は、姫路市の一部（概ね木場、八家、東山、四郷町各町、御国野町各町、飾東町北山、飾東町塩崎、飾東町八重畑、飾東町小原、飾東町小原新、飾東町山崎、飾東町豊国、飾東町佐良和、保城、西中島、白国、広嶺山より南西かつ北平野、北平野奥垣内、北平野台町、北平野南の町、梅ケ谷町、八代緑ケ丘町、八代宮前町、北八代、西八代町、南八代町、八代本町、坊主町、小利木町、柳町、鷹匠町、材木町、景福寺前、柿山伏、龍野町、琴岡町、船橋町、東雲町、花影町、神田町、定元町、千代田町、南畝町、豊沢町、三左衛門堀西の町、佃町、飾磨区三宅、飾磨区上野田、飾磨区都倉、飾磨区恵美酒、飾磨区細江以東および城見台の一部、家島町各町）にあたる。

## 歴史
古くは飾磨郡であったが、鎌倉時代後期頃には飾東郡と飾西郡に分割されていたようである。

### 近世以降の沿革
- 明治初年時点で、ほぼ全域が播磨姫路藩領であった。「旧高旧領取調帳」に記載されている村は以下の通り。●は村内に寺社領が、○は寺社除地[2]が存在。（2町70村）

姫路、飾万津、三宅村、下野田村、上野田村、袋尻村、阿成村、下中島村、妻鹿村、●松原村、●中村（現・姫路市白浜町）、●宇佐崎村、木場村、東山村、八家村、明田村、継村、奥山村、北原村、兼田村、南条村、庄田村、○北条村、西阿保村、中阿保村、東阿保村、坂元村、本郷村、中鈴村、見野村、○御着村、上鈴村、山脇村、下市郷村、○中市郷村、東市郷村、神屋村、●宿村、○芝原村、南畝村、福中村、中村（現・姫路市元町、西新町）、山野井村、●南八代村、北八代村、大野村、●平野村、●白国村、伊伝居村、●野里村、○国府寺村、西中島村、東中島村、横手村、高木村、小川村、勅旨村、加納原田村、一本松村、●国分寺村、深志野村、上原田村、庄村、○佐良和村、豊国村、北山村、塩崎村、○山崎村、八重畑村、小原村、小原新村、広嶺山（全域が寺社領）
- 明治4年

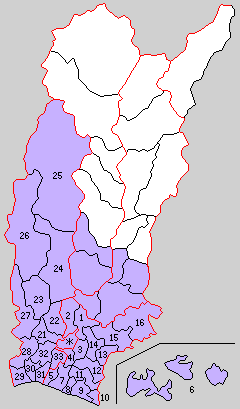
1.水上村 2.城北村 3.市殿村 4.国衙村 5.飾磨町 6.家島村 7.高浜村 8.妻鹿村 9.白浜村 10.八木村 11.糸引村 12.四郷村 13.御国野村 14.花田村 15.谷外村 16.谷内村（紫：姫路市 ＊は発足時の姫路市 21 - 33は飾西郡）

  - 7月14日（1871年8月29日） - 廃藩置県により姫路県の管轄となる。
  - 11月9日（1871年12月20日） - 飾磨県の管轄となる。
- 明治8年（1875年） - 宿村・芝原村・南畝村および飾万津口各町（忍町・豆腐町・南畝町・谷町）が合併して豊沢村となる。（2町68村）
- 明治9年（1876年）
  - 8月21日 - 第2次府県統合により兵庫県の管轄となる。
  - 西阿保村・中阿保村が合併して阿保村となる。（2町67村）
- 明治10年（1877年）（2町62村）
  - 松原村・中村（現・姫路市白浜町）・宇佐崎村が合併して白浜村となる。
  - このころ下市郷村・中市郷村・東市郷村が合併して市之郷村となる。
  - このころ東中島村・横手村が合併して保城村となる。
- 明治12年（1879年）
  - 1月8日 - 郡区町村編制法の兵庫県での施行により、行政区画としての飾東郡が発足。郡役所が姫路竜野町に設置。
  - 揖東郡宮浦・防勢浦・真浦の所属郡が本郡に変更。（2町62村3浦）
- 明治14年（1881年） - このころ南八代村・北八代村が合併して八代村となる。（2町61村3浦）
- 明治16年（1883年） - 飾万津各町が飾磨津を冠称。
- 明治22年（1889年）4月1日 - 町村制の施行により、以下の町村が発足。全域が現・姫路市。（1町15村）
  - 水上村 ← 野里村［字梅ヶ坪を除く］、保城村、西中島村、白国村
  - 城北村 ← 平野村、大野村、八代村、広嶺山、伊伝居村、山野井村
  - 市殿村 ← 市之郷村、阿保村、神屋村、国府寺村［大部分］
  - 国衙村 ← 北条村、南条村、庄田村、豊沢村［一部］
  - 飾磨町（飾磨津[7]が単独町制）
  - 家島村 ← 宮浦、防勢浦、真浦
  - 高浜村 ← 下中島村、阿成村、上野田村、下野田村、袋尻村、三宅村
  - 妻鹿村（単独村制）
  - 白浜村（単独村制）
  - 八木村 ← 木場村、八家村
  - 糸引村 ← 東山村、継村、奥山村、北原村、兼田村
  - 四郷村 ← 坂元村、山脇村、本郷村、見野村、東阿保村、上鈴村、中鈴村、明田村
  - 御国野村 ← 御着村、国分寺村、深志野村
  - 花田村 ← 加納原田村、一本松村、勅旨村、小川村、上原田村、高木村
  - 谷外村 ← 塩崎村、北山村、庄村、佐良和村、豊国村、印南郡志吹村、唐端新村
  - 谷内村 ← 小原新村、小原村、八重畑村、山崎村、印南郡大釜村、北野新村、清住新村、大釜新村
  - 市制の施行により姫路[8]・福中村・中村（現・姫路市元町、西新町）および国府寺村［一部］・野里村［字梅ヶ坪］・豊沢村［一部］の区域をもって姫路市が発足し、郡より離脱。
- 明治27年（1894年）4月1日 - 高浜村の一部（下中島）が分立して下中島村が発足。（1町16村）
- 明治29年（1896年）4月1日 - 郡制の施行のため、飾東郡・飾西郡の区域をもって飾磨郡が発足。同日飾東郡廃止。

## 行政
歴代郡長
| 代 | 氏名 | 就任年月日               | 退任年月日                | 備考                           |
| -- | ---- | ------------------------ | ------------------------- | ------------------------------ |
| 1  |      | 明治12年（1879年）1月8日 |                           |                                |
|    |      |                          | 明治29年（1896年）3月31日 | 飾西郡との合併により飾東郡廃止 |